# André Téchiné
André Téchiné (Valence-d'Agen, 13 de març de 1943), és un guionista i director de cinema francès.
El cinema de Téchiné s'inscriu a la post-nouvelle vague francesa i sol destacar per la seva elegància i profunda càrrega emocional, que sovint explora les complexitats de la condició humana, les seves relacions i sentiments.
Pertany a la segona generació de crítics de cinema francesos vinculats a la revista Cahiers du cinéma, rellevant a François Truffaut, Claude Chabrol, Jean-Luc Godard i d'altres coneguts cineastes francesos.

## Biografia
André Téchiné va néixer el 13 de març de 1943 a Valence-d'Agen, un petit poble de la regió Migdia-Pirineus, departament Tarn-et-Garonne (França).
La seva família, d'origen espanyol, era propietària d'un petit negoci d'estris per a l'agricultura i Téchiné va créixer a l'entorn rural propi de la regió sud-oest francesa on habitaven els seus pares.
De 1952 a 1959 Téchiné va estudiar a una escola catòlica de Montauban, la qual només podia abandonar els diumenges a la tarda, que aprofitava per anar al cinema malgrat que sovint havia de retornar abans que la pel·lícula hagués acabat.
El 1959 va ingressar a una escola pública, la secularitat de la qual li va obrir noves perspectives. L'escola comptava amb una revista de cinema, anomenada La Plume et l'écran, a la qual va contribuir. En referència a la seva època d'alumne, Téchiné va declarar en una entrevista "El cinema era la meva única obertura al món […] era la meva única possibilitat d'escapar-me del meu entorn familiar i escolar. Va ser segurament perillós perquè mitjançant el cinema vaig descobrir com funciona el món i les relacions humanes, però va ser màgic i va fer decidir-me per seguir el camí traçat per la màgia".
Amb 19 anys es va mudar a París per tal d'iniciar la seva carrera com a cineasta però no va superar l'examen d'entrada a l'escola de cinema. Més tard va esdevenir crític de cinema de la prestigiosa revista Cahiers du cinéma, en la qual va restar durant quatre anys (1964-1967). El seu primer article va ser publicat el juliol de 1964, sobre la pel·lícula La Peau douce de François Truffaut.
Als inicis de la seva carrera cinematogràfica, Téchiné va treballar com a assistent de director a la pel·lícula Les Idoles (1967), dirigida per Marc'O i a la pel·lícula L'Amour Fou (1969) de Jacques Rivette (el seu editor a Cahiers du cinéma). També va participar en la pel·lícula La Maman et la putin (1972) de Jean Eustache, sense aparèixer als crèdits.
Paulina s'en va (1975), va ser el primer llargmetragte dirigit per Téchiné, una biografia de l'actriu Bulle Ogier. Al mateix any, va dirigir Souvenirs d'en France, una pel·lícula inspirada per Bertolt Brecht que li va valer els elògis de Roland Barthes.
Amb el suport de grans actors com Jeanne Moreau, Gérard Depardieu, Isabelle Adjani, Isabelle Huppert i més tard Juliette Binoche, Emmanuelle Béart, Daniel Auteuil i Michel Blanc, Téchiné va aconseguir crear un cinema molt personal, pregonat de romanticisme i marcadament anti-naturalista. A partir de la pel·lícula Hôtel des Amériques (1981), va començar a rodar també amb Catherine Deneuve, la qual va esdevenir una de les actrius preferides del director francès.

## Filmografia
| Any  | Títol original                             | Notes                                                                                              |
| ---- | ------------------------------------------ | -------------------------------------------------------------------------------------------------- |
| 1969 | Paulina s'en va                            | Guionista                                                                                          |
| 1975 | Souvenirs d'en France                      | Guionista                                                                                          |
| 1976 | Barocco                                    | Nominat − César al millor guió                                                                     |
| 1979 | Les germanes Brontë (Les sœurs Brontë)     | Nominat − Palma d'Or                                                                               |
| 1981 | Hôtel des Amériques                        | |
| 1985 | Rendez-vous                                | Premi a la millor direcció (Festival de Canes) Nominat − Palma d'Or Nominat − César al millor guió |
| 1986 | Le lieu du crime                           | Nominat − Palma d'Or                                                                               |
| 1987 | Les innocents                              | Nominat − César al millor director                                                                 |
| 1991 | J'embrasse pas                             | Nominat − César al millor director                                                                 |
| 1993 | Ma saison préférée                         | Guionista Nominat − Palma d'Or Nominat − César al millor director Nominat − César al millor guió   |
| 1994 | Els joncs salvatges                        | Guionista César al millor director César al millor guió                                            |
| 1996 | Les voleurs                                | Guionista Nominat − Palma d'Or Nominat − César al millor director                                  |
| 1998 | Alice et Martin                            | Guionista                                                                                          |
| 2001 | Loin                                       | Guionista Nominat − Lleó d'Or                                                                      |
| 2003 | Les égarés                                 | Basada en la novel·la The Boy With Grey Eyes de Gilles Perrault Nominat − Palma d'Or               |
| 2004 | Els temps canvien (Les Temps qui changent) | Guionista Nominat − Os d'Or                                                                        |
| 2007 | Els testimonis (Les témoins)               | Guionista Nominat − Os d'Or Nominat − César al millor director                                     |
| 2009 | La fille du RER                            | Guionista                                                                                          |
| 2011 | Unforgivable                               | Basada en la novel·la Unforgivable de Philippe Djian                                               |